# Lijst van nummer 1-hits in Zweden in 2009
Deze hits stonden in 2009 op nummer 1 in  de Sverigetopplistan Single Top 60, de bekendste hitlijst in Zweden.
| Datum        | Artiest                           | Titel                        |
| ------------ | --------------------------------- | ---------------------------- |
| 1 januari    | Kevin Borg                        | With every bit of me         |
| 8 januari    | Kevin Borg                        | With every bit of me         |
| 15 januari   | Lady Gaga                         | Poker face                   |
| 22 januari   | Kevin Borg                        | With every bit of me         |
| 29 januari   | Lady Gaga                         | Poker face                   |
| 5 februari   | Larz Kristerz                     | Carina                       |
| 12 februari  | Kim                               | 3 Floors down                |
| 19 februari  | Lady Gaga                         | Poker face                   |
| 26 februari  | Lady Gaga                         | Poker face                   |
| 5 maart      | Shirley Clamp                     | Med hjärtat fyllt av ljus    |
| 12 maart     | E.M.D.                            | Baby goodbye                 |
| 19 maart     | E.M.D.                            | Baby goodbye                 |
| 26 maart     | P-Bros, DJ Trexx & Olga Pratilova | Tingaliin                    |
| 2 april      | P-Bros, DJ Trexx & Olga Pratilova | Tingaliin                    |
| 9 april      | P-Bros, DJ Trexx & Olga Pratilova | Tingaliin                    |
| 16 april     | P-Bros, DJ Trexx & Olga Pratilova | Tingaliin                    |
| 23 april     | Johan Palm                        | Emma-Lee                     |
| 30 april     | Dead By April                     | Losing you                   |
| 7 mei        | Dead By April                     | Losing you                   |
| 14 mei       | Promoe                            | Svennebanan                  |
| 21 mei       | Alexander Rybak                   | Fairytale                    |
| 28 mei       | Alexander Rybak                   | Fairytale                    |
| 4 juni       | Alexander Rybak                   | Fairytale                    |
| 11 juni      | Alexander Rybak                   | Fairytale                    |
| 18 juni      | Alexander Rybak                   | Fairytale                    |
| 25 juni      | Milow                             | Ayo technology               |
| 2 juli       | Cidinho & Doca                    | Rap das armas                |
| 9 juli       | Ola                               | Sky's the limit              |
| 16 juli      | Robert Wells                      | Handful of keys              |
| 23 juli      | Cidinho & Doca                    | Rap das armas                |
| 30 juli      | Cidinho & Doca                    | Rap das armas                |
| 6 augustus   | Cidinho & Doca                    | Rap das armas                |
| 13 augustus  | Madonna                           | Celebration                  |
| 20 augustus  | Madonna                           | Celebration                  |
| 27 augustus  | Lars Winnerbäck                   | Jag får liksom ingen ordning |
| 3 september  | Lars Winnerbäck                   | Jag får liksom ingen ordning |
| 10 september | The Black Eyed Peas               | I gotta feeling              |
| 17 september | The Black Eyed Peas               | I gotta feeling              |
| 24 september | The Black Eyed Peas               | I gotta feeling              |
| 1 oktober    | Martin Stenmarck                  | 1000 Nalar                   |
| 8 oktober    | The Black Eyed Peas               | I gotta feeling              |
| 15 oktober   | Kent                              | Tontarna                     |
| 22 oktober   | Kent                              | Tontarna                     |
| 29 oktober   | Darin                             | Viva la vida                 |
| 5 november   | Darin                             | Viva la vida                 |
| 12 november  | Kent                              | 2000                         |
| 19 november  | Lady Gaga                         | Bad romance                  |
| 26 november  | Lady Gaga                         | Bad romance                  |
| 3 december   | Lady Gaga                         | Bad romance                  |
| 10 december  | Lady Gaga                         | Bad romance                  |
| 17 december  | Erik Grönwall                     | Higher                       |
| 24 december  | Erik Grönwall                     | Higher                       |
| 31 december  | Erik Grönwall                     | Higher                       |